# Prepotelus
Genre
Prepotelus est un genre d'araignées aranéomorphes de la famille des Thomisidae.

## Distribution
Les espèces de ce genre sont endémiques des Mascareignes. Elles se rencontrent à l'île Maurice et à La Réunion.

## Liste des espèces
Selon World Spider Catalog (version 18.0, 22/02/2017) :
- Prepotelus curtus Ledoux, 2004
- Prepotelus lanceolatus Simon, 1898
- Prepotelus limbatus (Simon, 1898)
- Prepotelus pectinitarsis (Simon, 1898)

## Publication originale
- Simon, 1898 : Études arachnologiques. 28e Mémoire. XLIV. Arachnides recueillis par M. Ch. Alluaud à l'île Maurice en 1896. Annales de la Société Entomologique de France, vol. 66, p. 276-281 (texte intégral).